# Hans Schwartz (Fußballspieler, 1913)
Hans Schwartz (* 1. März 1913; † 10. Juni 1991) war ein deutscher Fußballspieler.

## Karriere

### Vereine
Schwartz gehörte von 1931 bis 1948 der 1. Mannschaft des SC Victoria Hamburg an. Er debütierte 1931 auf der Position des linken Außenverteidigers, die lange Jahre von Henry Müller eingenommen worden war. Auch die zweite Saison spielte er in der Oberliga Groß-Hamburg im Norddeutschen Fußball-Verband. In der ab 1933 eingeführten Gauliga Nordmark, einer von 16 Gauligen als einheitliche oberste Spielklasse im Deutschen Reich, fand Victoria anfangs keine Berücksichtigung.
Nach der erfolgreichen Aufstiegsrunde gehörte er mit seiner Mannschaft von der Saison 1934/35 bis 1941/42 – auf die Mittelläufer-Position gewechselt – der Gauliga Nordmark an. 1944 war er als Kriegsgastspieler für den Berliner SV 92 aktiv. Nach 1945 spielte Schwartz erneut für seinen Stammverein, auch noch in der Saison 1947/48 in der Oberliga Nord, einer von fünf Oberligen als höchste deutsche Spielklasse. In dieser bestritt er seine letzten elf Punktspiele. Nach dem Abstieg beendete er am Saisonende seine aktive Fußballer-Karriere.

### Nationalmannschaft
Im März 1934 gehörte Schwartz erstmals dem Aufgebot der A-Nationalmannschaft an, wurde jedoch nicht eingesetzt. In zwei Lehrgängen und einigen Testspielen konnte er sich dennoch für das Aufgebot für die Weltmeisterschaft 1934 in Italien empfehlen. Am 27. Mai debütierte er in der A-Nationalmannschaft, die in Florenz das Achtelfinalspiel gegen die Nationalmannschaft Belgiens mit 5:2 gewann. Zu weiteren Turniereinsätzen kam er nicht, da er zu nervös war und im weiteren Turnierverlauf seinen Platz für Willy Busch räumen musste. Das Turnier beendete er mit der Mannschaft als Drittplatzierter. Sein letztes Länderspiel bestritt er am 7. Oktober 1934 in Kopenhagen beim 5:2-Sieg gegen die Nationalmannschaft Dänemarks.

## Erfolge
- Dritter der Weltmeisterschaft 1934

## Sonstiges
Hans Schwartz war wie alle deutschen Fußballspieler jener Jahre Amateur, beruflich war er als Schlosser tätig. Sein Sohn Hänschen spielte ebenfalls für die erste Mannschaft des SC Victoria Hamburg und unterlag am 29. Juni 1975 im Finale um die Amateurmeisterschaft dem VfR OLI Bürstadt mit 0:3.